# Vincent Lecavalier
Vincent Lecavalier, född 21 april 1980 i L'Île-Bizard, Québec, är en kanadensisk före detta professionell ishockeyspelare som sist spelade för Los Angeles Kings i NHL. Han spelade tidigare för Tampa Bay Lightning och Philadelphia Flyers i NHL och Ak Bars Kazan i Ryska superligan i ishockey (RSL) och på lägre nivå för Océanic de Rimouski i Ligue de hockey junior majeur du Québec (LHJMQ).

## Spelarkarriär
Lecavalier valdes som första spelare totalt i draften 1998 av Tampa Bay och bär tröjnummer 4, efter ishockeyspelaren Jean Béliveau. Han kom med som reserv till World Cup 2004 efter att Steve Yzerman lämnat återbud. Lecavalier gjorde succé och blev utsedd till turneringens bästa spelare. Han kom också tvåa i poängligan med två mål och fem assist på sex matcher. Etta kom Sveriges Fredrik Modin, som gjorde fyra mål och fyra assist på bara fyra matcher.
Säsongen 2003–04 vann hans Tampa Bay Lightning Stanley Cup. Finalserien avgjordes i den sista finalmatchen 7 juni 2004, då man vann den sista och avgörande matchen mot Calgary Flames.
Inför säsongen 2006–07 hade Lecavalier fått skarp kritik av tränaren John Tortorella. Lecavalier svarade på kritiken genom att göra sin poängmässigt hittills starkaste säsong. Han svarade för 108 poäng (52 mål och 56 assist) på 82 matcher och fick efter säsongen beröm från Tortorella.
Lecavalier innehade rekordet som yngste lagkapten i NHL (19 år, 330 dagar) fram till 31 maj 2007, då Sidney Crosby, vid tillfället 19 år och 297 dagar, blev lagkapten för Pittsburgh Penguins. Säsongen 2006–07 vann han Maurice "Rocket" Richard Trophy, vilken tilldelas bästa målskytt i grundserien. 
Den 27 juni 2013 valde Tampa Bay Lightning att köpa ut Lecavalier från sitt kontrakt till en kostnad av $32,67 miljoner, som kommer betalas ut över de kommande 14 åren.
Den 3 juli 2013 skrev Lecavalier på ett femårskontrakt värt $22,5 miljoner med Philadelphia Flyers.
Den 21 juni 2016 meddelade Lecavalier att han skulle avsluta sin spelarkarriär.

## Statistik

### Klubbkarriär
| 1994–1995    | Notre Dame Hounds Bantam AAA | SSMHL        | 50   | 38  | 42  | 80  | —   | —  | —  | —  | —  | —  |
| 1995–1996    | Notre Dame Hounds Midget AAA | SMHL         | 22   | 52  | 52  | 104 | —   | —  | —  | —  | —  | —  |
| 1996–1997    | Rimouski Océanic             | LHJMQ        | 64   | 42  | 61  | 103 | 38  | 4  | 4  | 3  | 7  | 2  |
| 1997–1998    | Rimouski Océanic             | LHJMQ        | 58   | 44  | 71  | 115 | 117 | 18 | 15 | 26 | 41 | 46 |
| 1998–1999    | Tampa Bay Lightning          | NHL          | 82   | 13  | 15  | 28  | 23  | —  | —  | —  | —  | —  |
| 1999–2000    | Tampa Bay Lightning          | NHL          | 80   | 25  | 42  | 67  | 43  | —  | —  | —  | —  | —  |
| 2000–2001    | Tampa Bay Lightning          | NHL          | 68   | 23  | 28  | 51  | 66  | —  | —  | —  | —  | —  |
| 2001–2002    | Tampa Bay Lightning          | NHL          | 76   | 20  | 17  | 37  | 61  | —  | —  | —  | —  | —  |
| 2002–2003    | Tampa Bay Lightning          | NHL          | 80   | 33  | 45  | 78  | 39  | 11 | 3  | 3  | 6  | 22 |
| 2003–2004    | Tampa Bay Lightning          | NHL          | 81   | 32  | 34  | 66  | 52  | 23 | 9  | 7  | 16 | 25 |
| 2004–2005    | Ak Bars Kazan                | RSL          | 30   | 7   | 9   | 16  | 78  | 4  | 1  | 0  | 1  | 6  |
| 2005–2006    | Tampa Bay Lightning          | NHL          | 80   | 35  | 40  | 75  | 90  | 5  | 1  | 3  | 4  | 7  |
| 2006–2007    | Tampa Bay Lightning          | NHL          | 82   | 52  | 56  | 108 | 44  | 6  | 5  | 2  | 7  | 10 |
| 2007–2008    | Tampa Bay Lightning          | NHL          | 81   | 40  | 52  | 92  | 89  | —  | —  | —  | —  | —  |
| 2008–2009    | Tampa Bay Lightning          | NHL          | 77   | 29  | 38  | 67  | 54  | —  | —  | —  | —  | —  |
| 2009–2010    | Tampa Bay Lightning          | NHL          | 82   | 24  | 46  | 70  | 63  | —  | —  | —  | —  | —  |
| 2010–2011    | Tampa Bay Lightning          | NHL          | 65   | 25  | 29  | 54  | 43  | 18 | 6  | 13 | 19 | 6  |
| 2011–2012    | Tampa Bay Lightning          | NHL          | 64   | 22  | 27  | 49  | 50  | —  | —  | —  | —  | —  |
| 2012–2013    | Tampa Bay Lightning          | NHL          | 39   | 10  | 22  | 32  | 29  | —  | —  | —  | —  | —  |
| 2013–2014    | Philadelphia Flyers          | NHL          | 69   | 20  | 17  | 37  | 44  | 7  | 1  | 1  | 2  | 2  |
| 2014–2015    | Philadelphia Flyers          | NHL          | 57   | 8   | 12  | 20  | 36  | —  | —  | —  | —  | —  |
| 2015–2016    | Philadelphia Flyers          | NHL          | 7    | 0   | 1   | 1   | 2   | —  | —  | —  | —  | —  |
| NHL totalt   | NHL totalt                   | NHL totalt   | 1170 | 411 | 521 | 932 | 828 | 70 | 25 | 29 | 54 | 82 |
| RSL totalt   | RSL totalt                   | RSL totalt   | 30   | 7   | 8   | 15  | 78  | 4  | 1  | 0  | 1  | 6  |
| LHJMQ totalt | LHJMQ totalt                 | LHJMQ totalt | 122  | 86  | 131 | 217 | 153 | 22 | 19 | 29 | 48 | 48 |

### Internationellt
| År            | Lag           | Turnering     |               | Matcher | Mål | Assist | Poäng | Utv |
| ------------- | ------------- | ------------- | ------------- | ------- | --- | ------ | ----- | --- |
| 1998          | Kanada        | JVM           | 7             | 1       | 1   | 2      | 4     |     |
| 2001          | Kanada        | VM            | 7             | 3       | 2   | 5      | 29    |     |
| 2004          | Kanada        | WC            | 6             | 2       | 5   | 7      | 8     |     |
| 2006          | Kanada        | OS            | 6             | 0       | 3   | 3      | 16    |     |
| Junior totalt | Junior totalt | Junior totalt | Junior totalt | 7       | 1   | 1      | 2     | 4   |
| Senior totalt | Senior totalt | Senior totalt | Senior totalt | 19      | 5   | 10     | 15    | 53  |

## Utmärkelser
- Stanley Cup 2004
- Spelat 4 NHL All-Star Games - 2003, 2007, 2008, 2009
- Maurice "Rocket" Richard Trophy - 2007
- King Clancy Memorial Trophy - 2008
- NHL Second All-Star Team - 2007
- King Clancy Memorial Trophy - 2008
- NHL Foundation Player Award - 2008

## Övrigt
Lecavalier medverkar på omslaget i EA Sports TV-spel NHL 06 från 2005.